# Facetotecta
Los facetotectos (Facetotecta) o larvas-y son una subclase de crustáceos que incluyen un solo género, Hansenocaris. Se han descrito una media docena de especies, todas ellas conocidas por formas larvarias nauplius o cipris; el tamaño de las más grandes apenas sobrepasa los 0,5 milímetros. A pesar de que son conocidas desde 1899, nunca se ha identificado el estado adulto de dichas larvas. Se ha sugerido que podrían ser las larvas de los tantulocáridos, que son desconocidas.